# Gustavo Montini
Gustavo Alejandro Montini (ur. 27 lipca 1970 w Raquel) – argentyński duchowny katolicki, biskup Santo Tomé od 2017.

## Życiorys
Święcenia kapłańskie przyjął 15 marca 1996 i został inkardynowany do diecezji Rafaela. Był m.in. diecezjalnym i krajowym duszpasterzem młodzieży, delegatem biskupim ds. dziewic konsekrowanych, kanclerzem kurii i wikariuszem generalnym diecezji.
14 lutego 2014 papież Franciszek mianował go biskupem pomocniczym diecezji San Roque de Presidencia Roque Sáenz Peña oraz biskupem tytularnym Tisedi. Sakry biskupiej udzielił mu 1 maja 2014 metropolita Mendozy - arcybiskup Carlos María Franzini.
16 grudnia 2016 został mianowany biskupem Santo Tomé, zaś 24 lutego 2017 kanonicznie objął urząd.